# ملعب ماكس مورلوك
ملعب ماكس مورلوك (بالألمانية: Max-Morlock-Stadion) هو ملعب في نورنبيرغ، بافاريا، ألمانيا. يسع الملعب لجلوس 48,548 متفرج. يعتبر الملعب الرسمي الذي يخوض نادي نورنبرغ مباريات الرسمية. استضاف الملعب خمس مباريات في كأس العالم لكرة القدم 2006.
عرف الملعب بالعديد من الأسماء آخرها ملعب نونبرغ عام 2016. لكن في 1 يناير 2017 تمت تسميته باسم ملعب ماكس مورلوك تيمناً بلاعب وأسطورة النادي ماكس مورلوك.

## كأس العالم لكرة القدم 2006
كان الملعب من بين الملاعب المضيفة لكأس العالم لكرة القدم 2006.
المباريات التالية لعبت على هذا الملعب خلال البطولة:
| التاريخ       | الفريق الأول | النتيجة | الفريق الثاني    | الجولة                     | الحضور |
| ------------- | ------------ | ------- | ---------------- | -------------------------- | ------ |
| 11 يونيو 2006 | المكسيك      | 3–1     | إيران            | دور المجموعات، المجموعة و  | 41,000 |
| 15 يونيو 2006 | إنجلترا      | 2–0     | ترينيداد وتوباغو | دور المجموعات، المجموعة ب  | 41,000 |
| 18 يونيو 2006 | اليابان      | 0–0     | كرواتيا          | دور المجموعات، المجموعة و  | 41,000 |
| 22 يونيو 2006 | غانا         | 2–1     | الولايات المتحدة | دور المجموعات، المجموعة هـ | 41,000 |
| 25 يونيو 2006 | البرتغال     | 1–0     | هولندا           | دور الـ16                  | 41,000 |

## معرض الصور

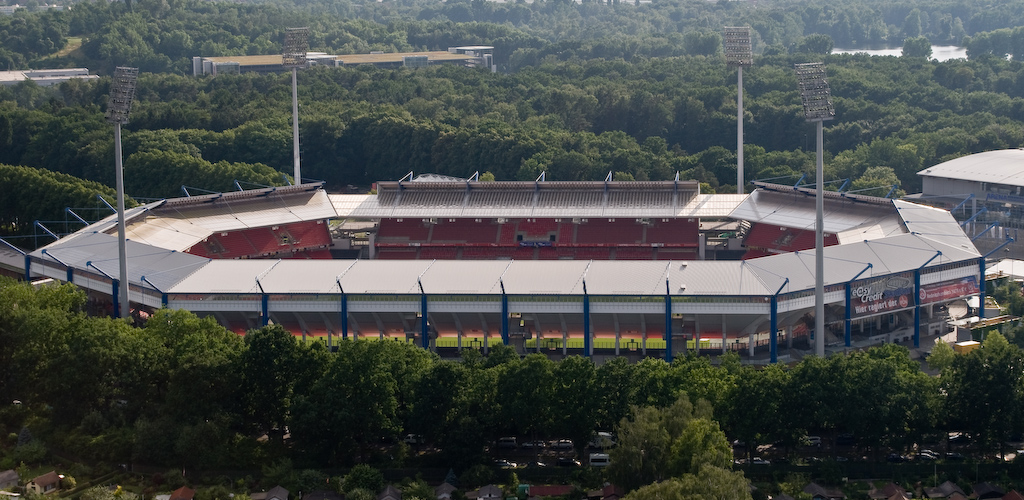
الملعب من الخارج
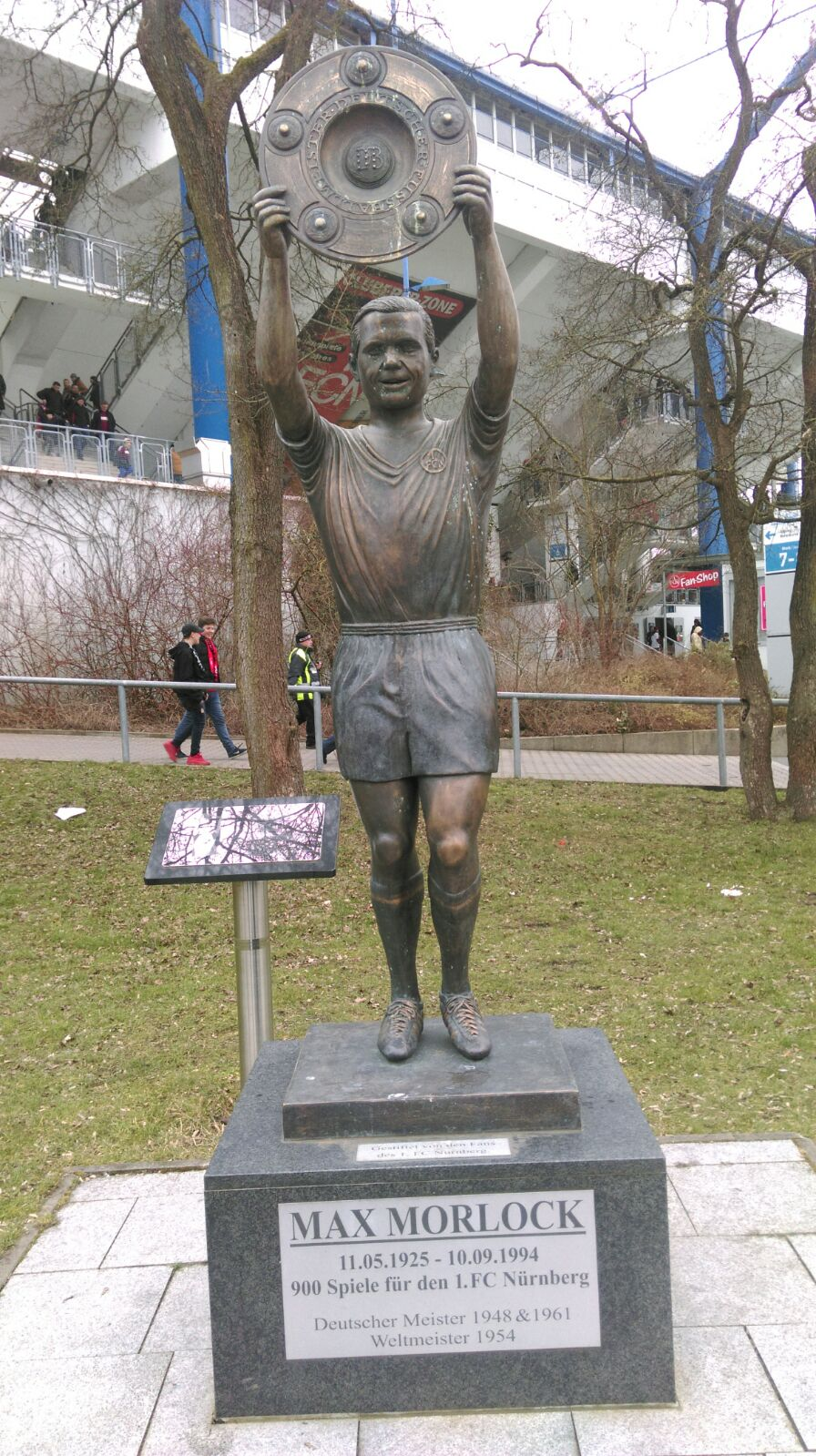
تمثال ماكس مورلوك وهو يحمل درع البوندسليغا
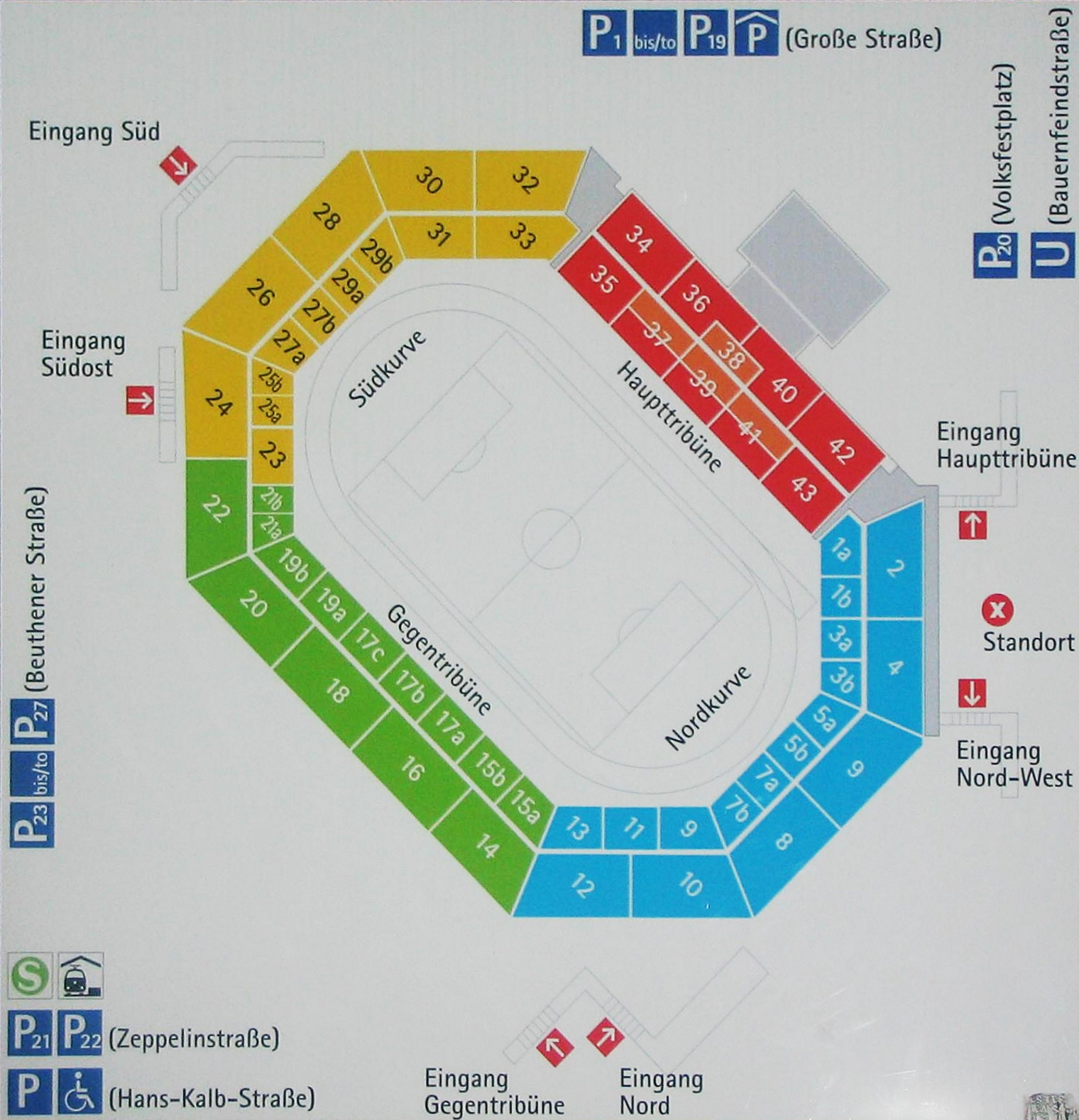
خريطة الملعب
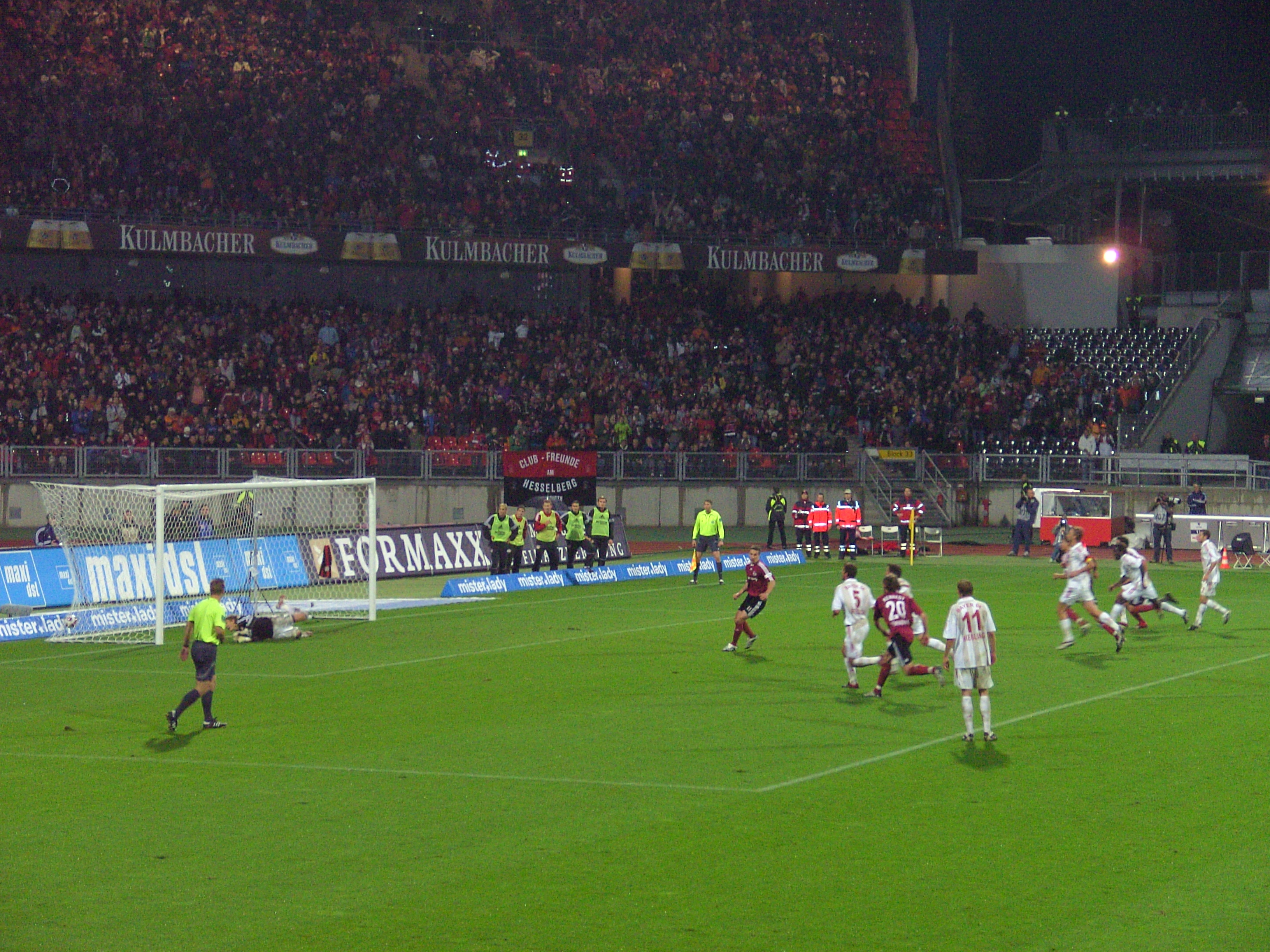
مباراة كرة قدم في الدوري الألماني بين نونبرغ وباير ليفركوزن عام 2007

## وصلات خارجية
- ملف كأس العالم 2006
- Football.co.uk ملف